# Ga Magok
Ga Magok (Tiếng Hàn: 마곡역, Hanja: 麻谷驛) là ga tàu điện ngầm trên Tàu điện ngầm vùng thủ đô Seoul tuyến số 5 ở Magok-dong, Gangseo-gu, Seoul, Hàn Quốc. Ga được khai trương vào năm 2008, muộn hơn nhiều so với phần còn lại của Tuyến số 5, do khu vực này đã trải qua quá trình tái phát triển đáng kể, biến một khu vực dân cư trước đây chủ yếu thành một thành phố lõi hoàn toàn mới với các trụ sở và trung tâm R&D của các công ty đa quốc gia lớn như LG và Lotte, vườn thực vật đầu tiên của Seoul.
Ban đầu chỉ mở một lối ra, nhà ga hiện có bảy lối ra và nằm ngay cạnh một bến xe buýt BRT chính.

## Lịch sử
- 20 tháng 3 năm 1996: Đoạn giữa Ga Banghwa ~ Ga Kkachisan trên Tàu điện ngầm Seoul tuyến 5 được khai trương và vận hành như một ga đi qua không ngừng (hoãn hoạt động vô thời hạn)
- 20 tháng 6 năm 2008: Việc kinh doanh bắt đầu với việc khai trương Ga Magok
- 7 tháng 1 năm 2010: Thang máy bắt đầu hoạt động
- 9 tháng 1 năm 2016: Lối ra 1 đổi thành Lối ra 2 và các lối ra 1, 6, 7 mới được thành lập.
- 5 tháng 10 năm 2020: Lối ra mới 3, 4, 5

## Bố trí ga
| Songjeong ↑ |
| \| W/B      |
| ↓ Balsan    |

| Hướng Tây  | ● Tuyến 5 | ← Hướng đi Songjeong · Sân bay Quốc tế Gimpo · Gaehwasan · Banghwa |
| Hướng Đông | ● Tuyến 5 | → Hướng đi Balsan · Kkachisan · Hanam Geomdansan · Macheon →       |

## Xung quanh nhà ga
| Lối ra \| 나가는 곳 \| Exit \| 出口 | Lối ra \| 나가는 곳 \| Exit \| 出口 |
| ----------------------------------- | --- |
| 1                                   | Trường tiểu học Gonghang Văn phòng thuế Gangseo Văn phòng nhập cư phía nam Seoul                                                          |
| 2                                   | Vườn Bách thảo Seoul Công viên Khoa học LG                                                                                                |
| 3                                   | Vườn bách thảo Seoul Trung tâm hỗ trợ khởi nghiệp Seoul                                                                                   |
| 4                                   | Bệnh viện Đại học Nữ sinh Ewha Seoul Ngân hàng Công nghiệp KDB Chi nhánh Magok                                                            |
| 5                                   | Công viên khu phố Sumyeongsan |
| 6                                   | Hướng tới trường tiểu học Sumyeong Trường trung học cơ sở Gongjin Công viên khu phố Balsan Hướng tới Trung tâm sát hạch giấy phép Gangseo |
| 7                                   | Trường tiểu học Gongjin Home & Shopping Trường trung học cơ sở Magok Hanui Chợ bán buôn Gangseo                                           |

## Hình ảnh

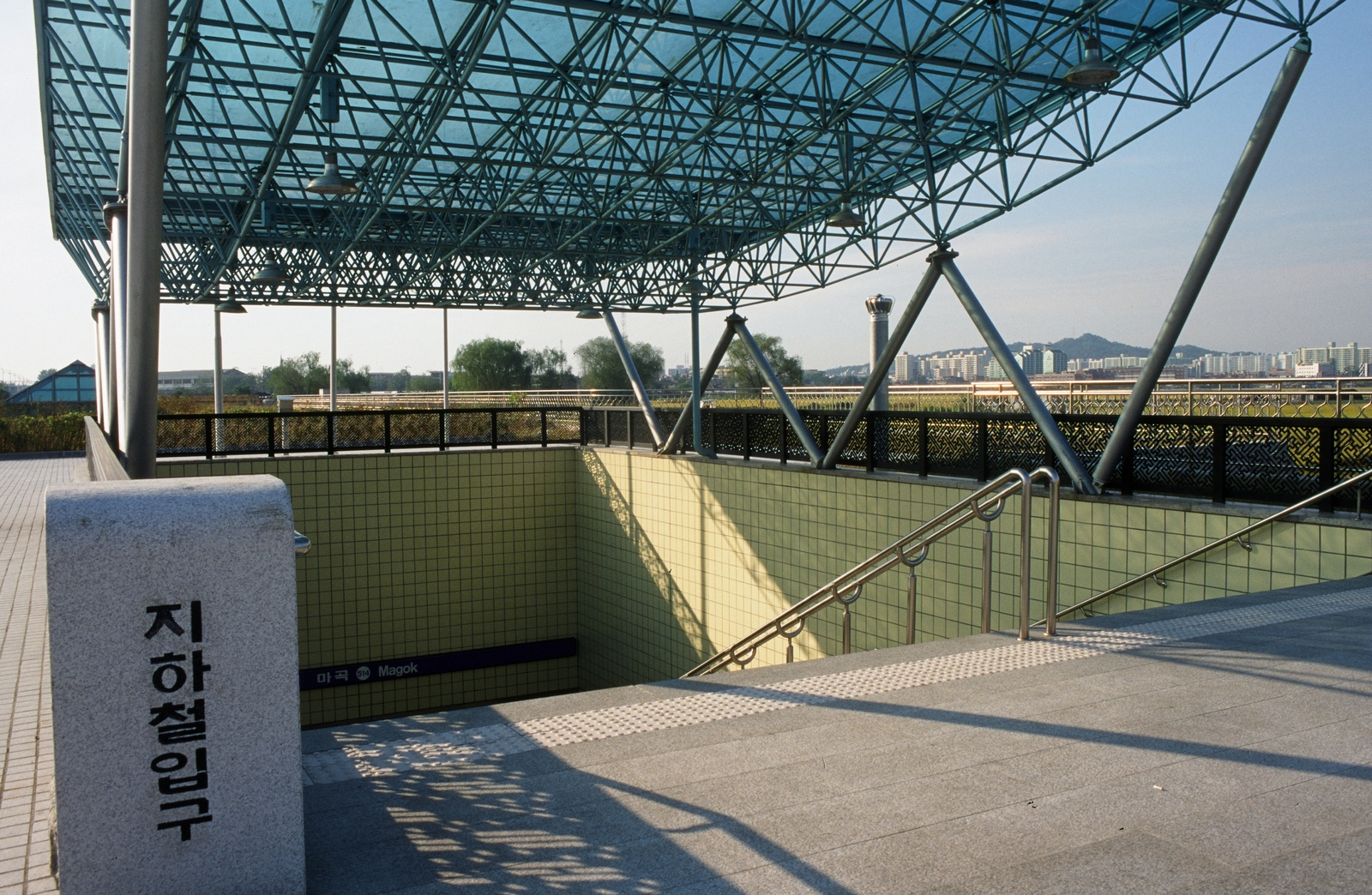
Lối ra ga Magok vào tháng 10 năm 1996. Đã 7 tháng kể từ ngày khai trương Tuyến 5.
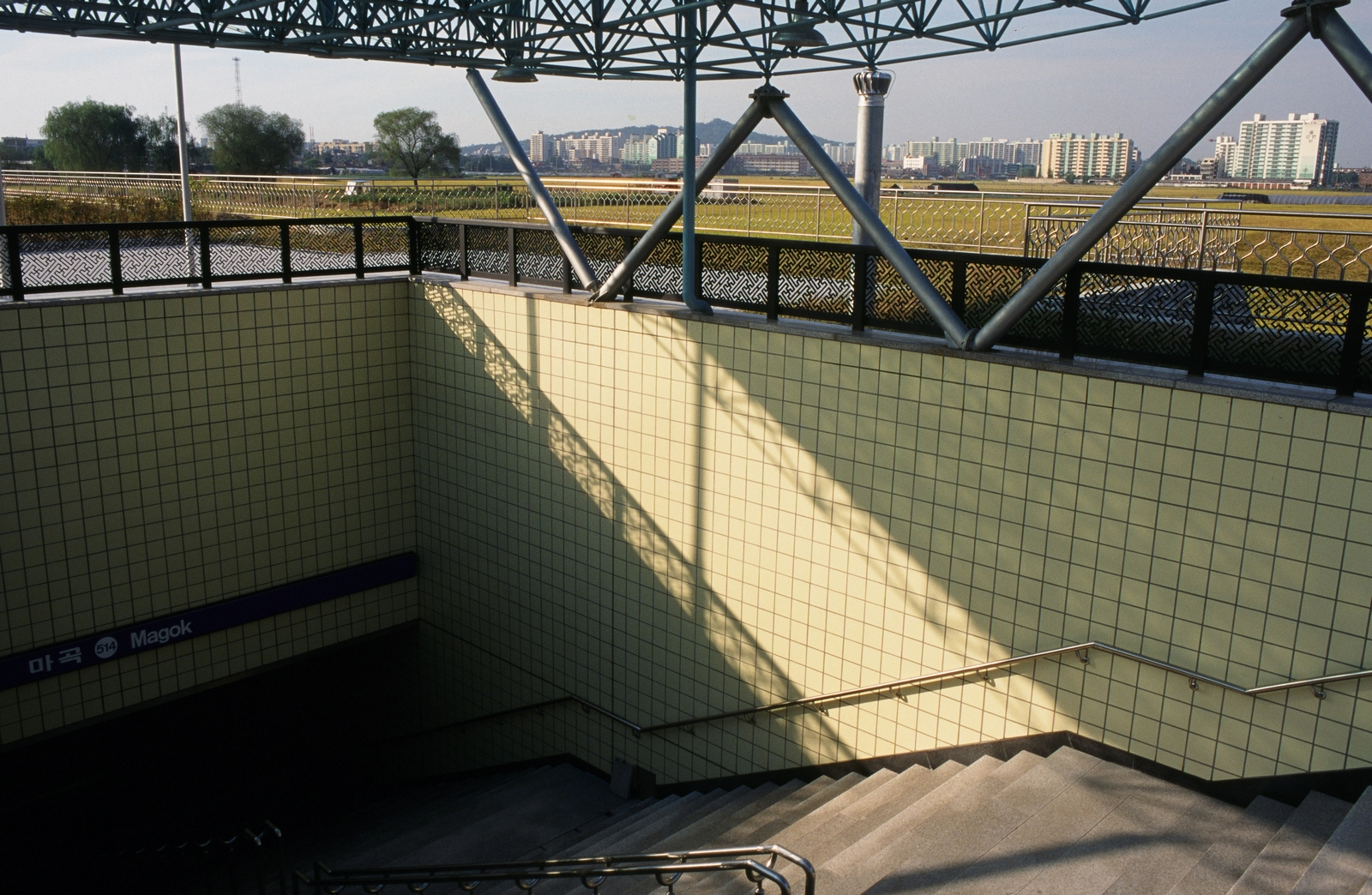
Lối ra ga Magok vào tháng 10 năm 1996. Đã 7 tháng kể từ ngày khai trương Tuyến 5.
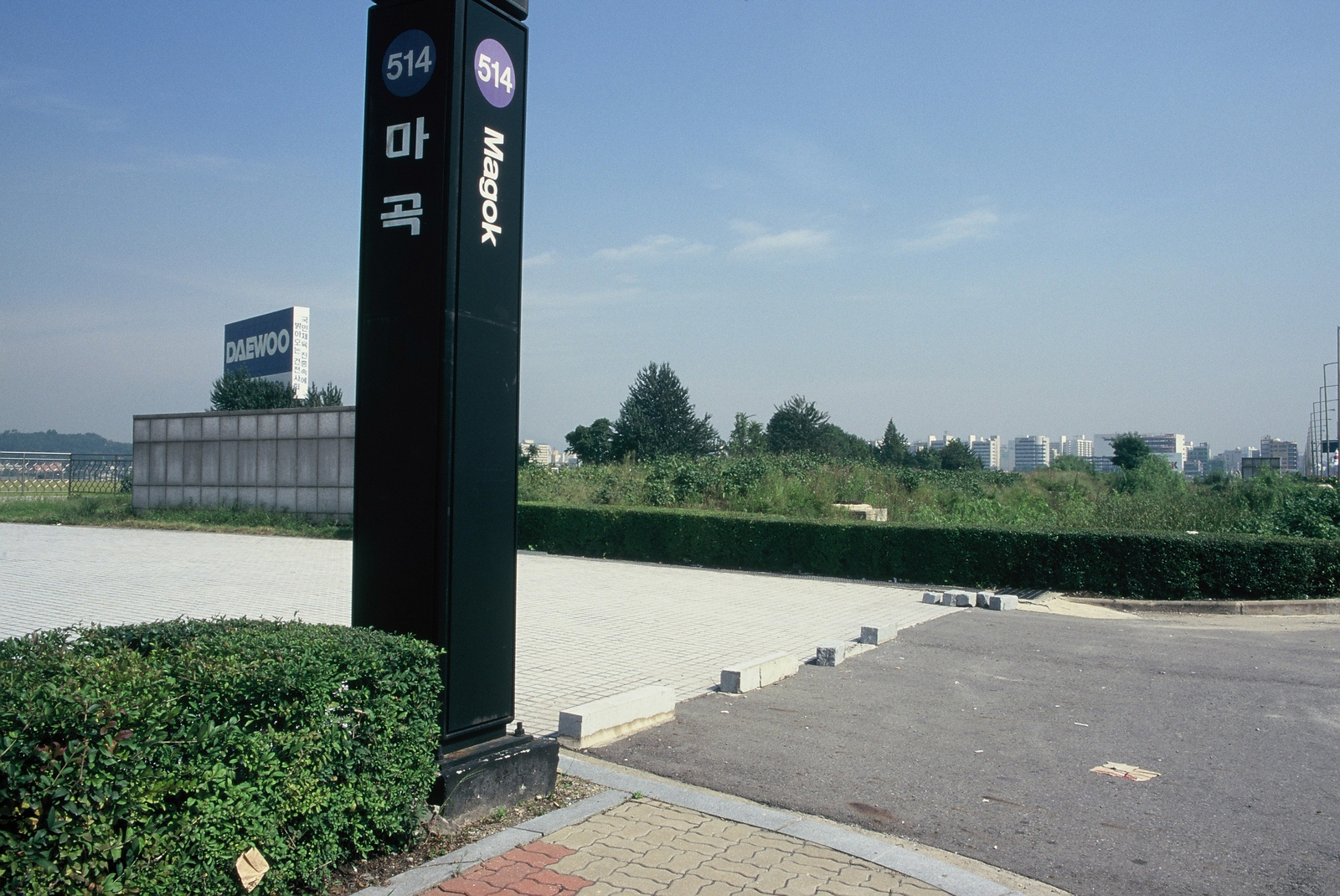
Lối ra ga Magok vào tháng 10 năm 1999. Đã ba năm kể từ khi khai trương Tuyến 5.
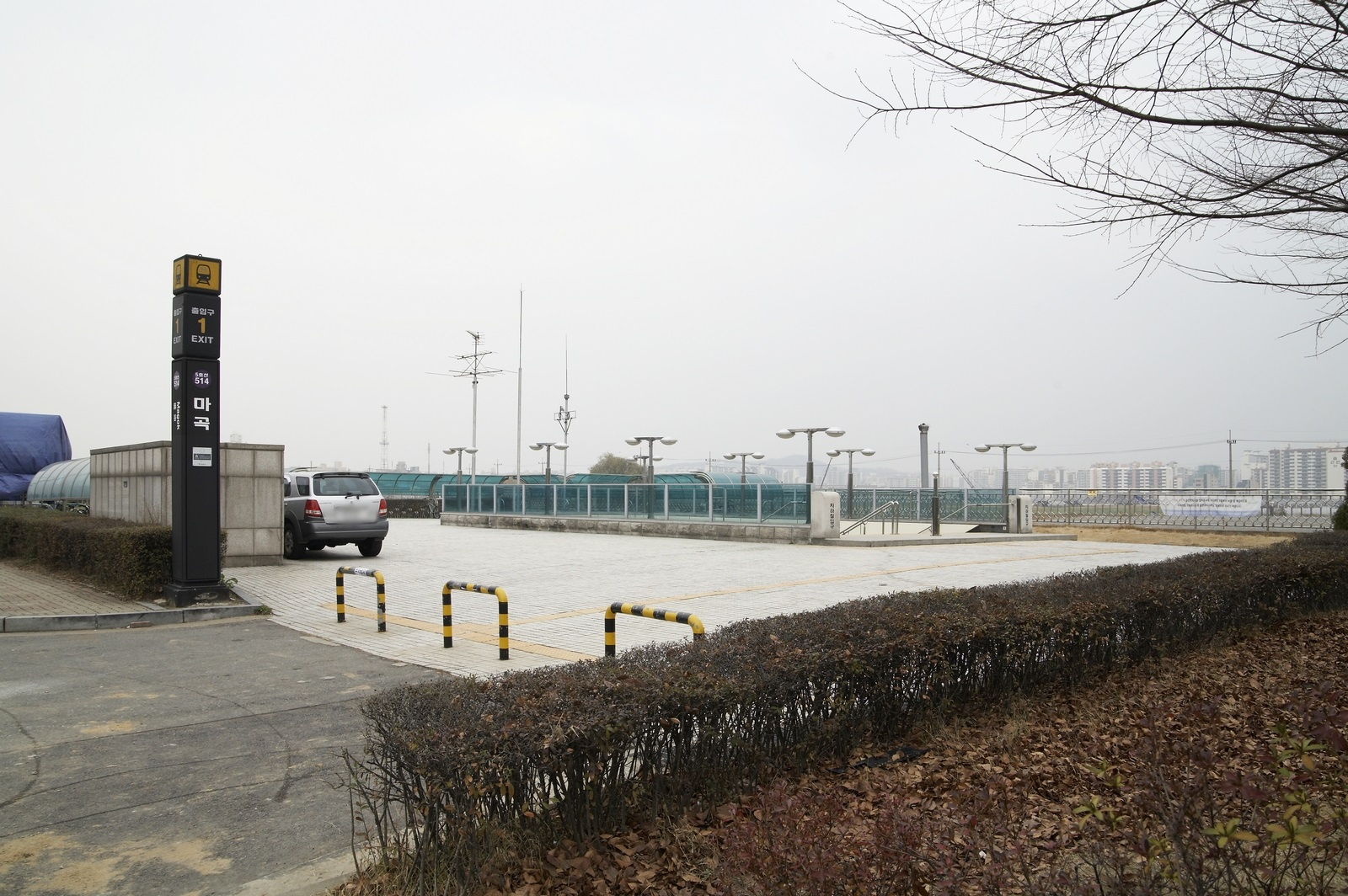
Lối ra ga Magok vào tháng 11 năm 2009. Đã 13 năm kể từ khi tuyến 5 được khai trương.
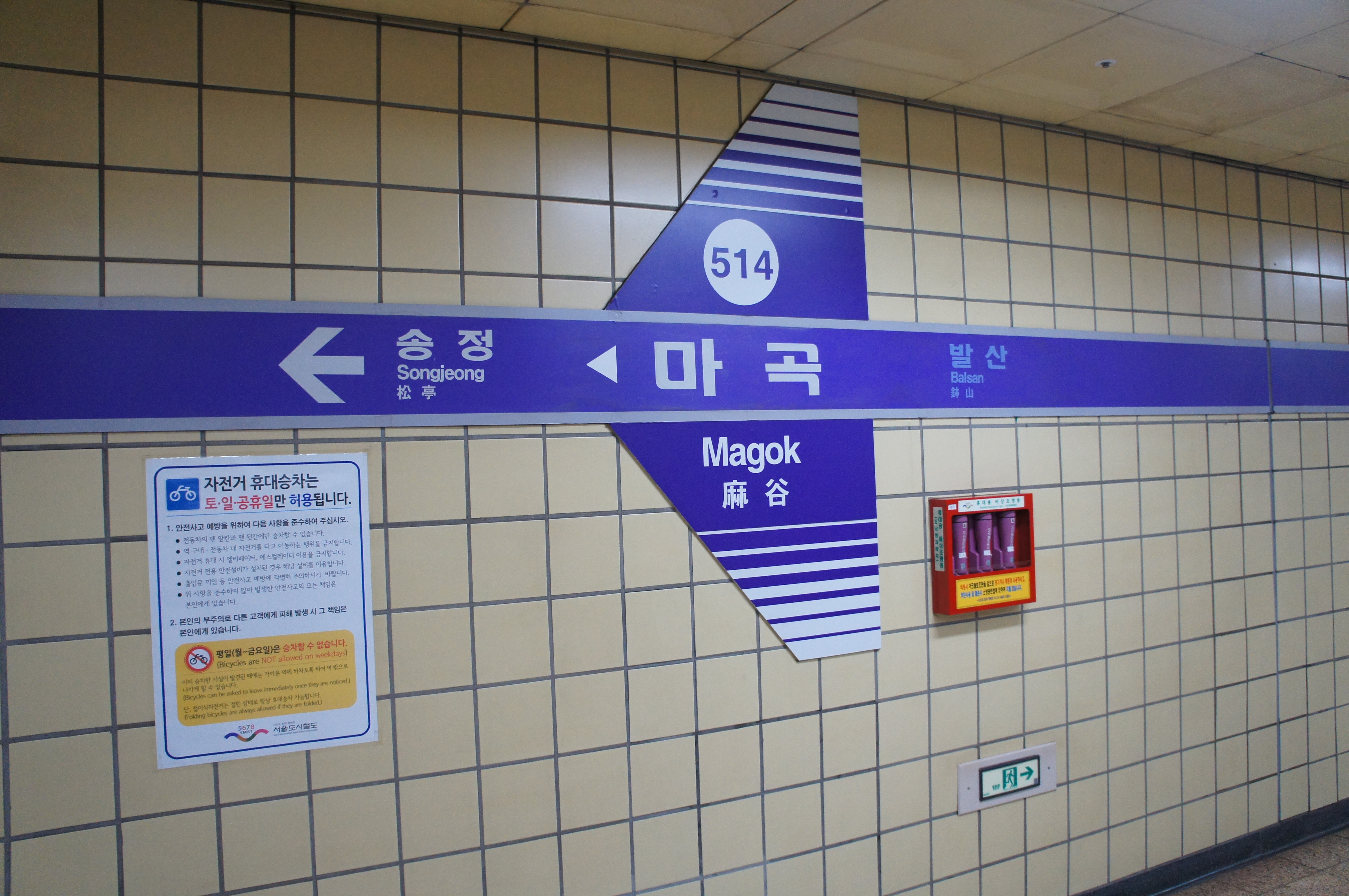
Bảng tên ga
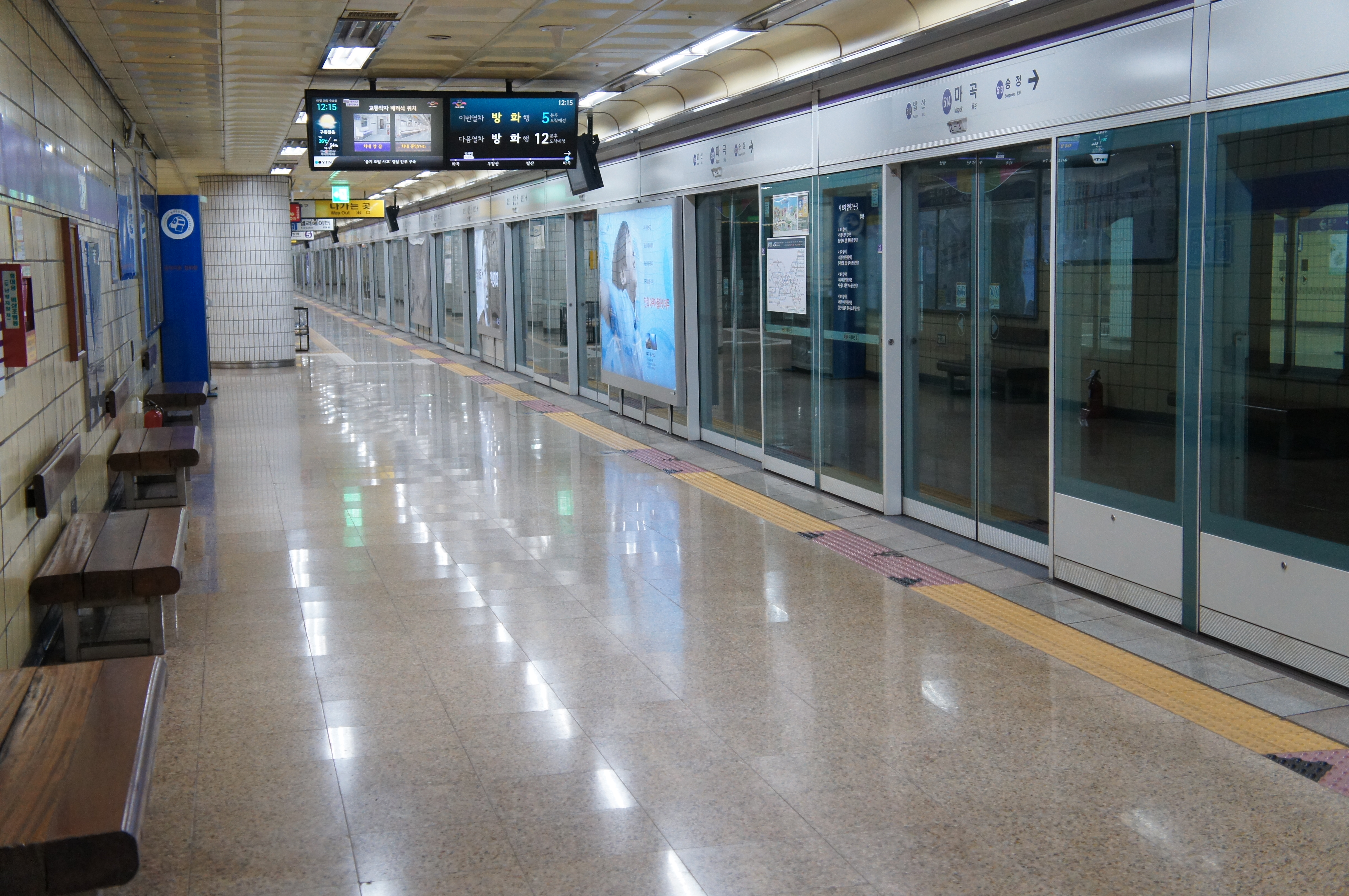
Sân ga
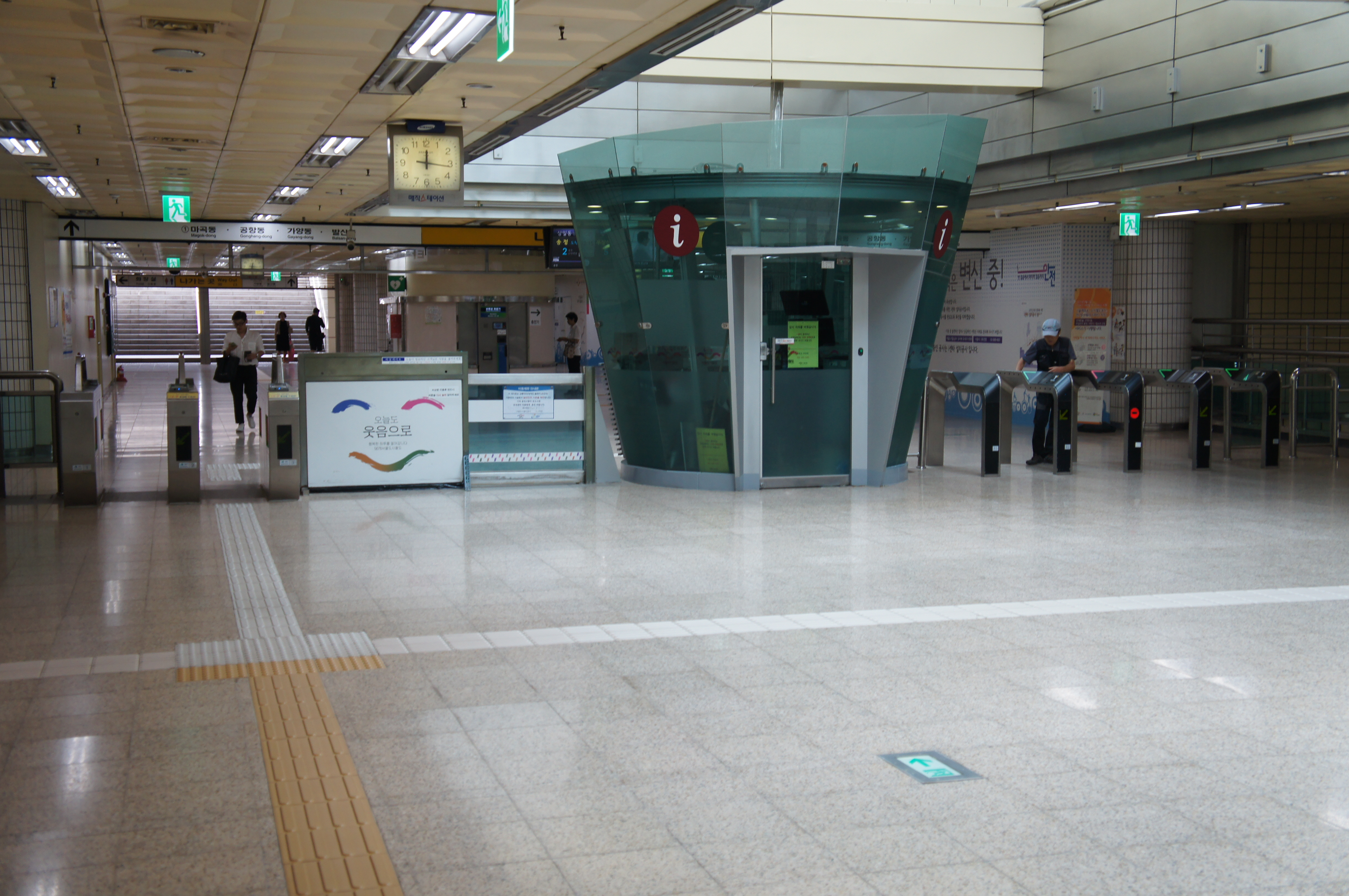
Sảnh